# Joel Chima Fujita
Joel Chima Fujita (藤田 譲瑠 チマ Fujita Joeru Chima?, Tokio, 16 de febrero de 2002) es un futbolista japonés que juega como centrocampista en el F. C. St. Pauli de la 1. Bundesliga.

## Trayectoria
En 2019 se unió al Tokyo Verdy de la J2 League.

## Clubes
| Club                | País     | Año       |
| ------------------- | -------- | --------- |
| Tokyo Verdy         | Japón    | 2019-2020 |
| Tokushima Vortis    | Japón    | 2021      |
| Yokohama F. Marinos | Japón    | 2022-2023 |
| Sint-Truidense      | Bélgica  | 2023-2025 |
| F. C. St. Pauli     | Alemania | 2025-     |

## Palmarés

### Títulos nacionales
| Título             | Club                | País  | Año  |
| ------------------ | ------------------- | ----- | ---- |
| J1 League          | Yokohama F. Marinos | Japón | 2022 |
| Supercopa de Japón | Yokohama F. Marinos | Japón | 2023 |

### Títulos internacionales
| Título                                | Club (*)           | País  | Año  |
| ------------------------------------- | ------------------ | ----- | ---- |
| Campeonato de Fútbol de Asia Oriental | Selección de Japón | Japón | 2022 |
| Copa Asiática Sub-23                  | Selección de Japón | Catar | 2024 |

(*) Incluyendo la selección.